# ون بيس: ستامبيد
ون بيس: ستامبيد (باليابانية: ワンピーススタンピード) هو فيلم أنمي ياباني وهو الفلم الرابع عشر من ون بيس من إخراج تاكاشي اوتسوكا وإنتاج ستديو توئيه أنميشن. تدور قصة الفلم عن دوغلاس بولت عضو سابق في طاقم ملك القراصنة روجر وعن بوينا فيستا منظم مهرجان قراصنة العالم، احتفال من القراصنة إلى القراصنة.

## وصلات خارجية
- ون بيس: ستامبيد على موقع IMDb (الإنجليزية)
- ون بيس: ستامبيد على موقع ميتاكريتيك (الإنجليزية)
- ون بيس: ستامبيد على موقع روتن توميتوز (الإنجليزية)
- ون بيس: ستامبيد على موقع ألو سيني (الفرنسية)
- ون بيس: ستامبيد على موقع فيلمافينيتي (الإسبانية)
- ون بيس: ستامبيد على موقع قاعدة بيانات الفيلم (الإنجليزية)
- ون بيس: ستامبيد على موقع ليتربوكسد (الإنجليزية)
- ون بيس: ستامبيد على موقع كينوبويسك (الروسية)
- ون بيس: ستامبيد على موقع ANN anime (الإنجليزية)